# ميخائيل لندن
ميخائيل لندن (بالإنجليزية: Michael London)‏ هو منتج أفلام أمريكي، ولد في القرن العشرين في نيو هيفن في الولايات المتحدة.

## وصلات خارجية
- ميخائيل لندن على موقع IMDb (الإنجليزية)
- ميخائيل لندن على موقع بوكس أوفيس موجو (الإنجليزية)
- ميخائيل لندن على موقع قاعدة بيانات الفيلم (الإنجليزية)